# Сан-маринско-турецкие отношения
Сан-маринско-турецкие отношения — двусторонние дипломатические отношения между Сан-Марино и Турцией, а также их предшественниками

## Сравнительная характеристика
|                  | Турция                                          | Сан-Марино                                     |
| ---------------- | ----------------------------------------------- | ---------------------------------------------- |
| Население        | 85 372 377 человек                              | 33 600 человек                                 |
| Площадь          | 783 562 квадратный километр                     | 61,2 квадратный километр                       |
| Часовой пояс     | UTC+3:00, Europe/Istanbul, Asia/Istanbul        | центральноевропейское время, Europe/San_Marino |
| Столица          | Анкара                                          | Сан-Марино                                     |
| Форма правления  | унитарное государство, президентская республика | парламентская республика, диархия              |
| Официальный язык | турецкий язык                                   | итальянский язык                               |
| Основная религия | суннизм                                         | католицизм                                     |
| Дата основания   | 29 октября 1923 год                             | 3 сентября 301 года                            |

## История
Первые контакты Сан-Марино и Османской империи были во время итало-турецкой войны: Сан-Марино отправили 14 добровольцев в итальянскую армию для борьбы с Османской империей.
В Первой мировой войне страны выступили на разных сторонах конфликта: Сан-Марино поддержал Антанту, а Османская империя — Центральные державы, хотя официально Сан-Марино никогда не объявлял войну Османской империи; лишь союзница Порты — Австро-Венгрия разорвала дипломатические отношения с ним, но в 1930-тых годах ходили слухи, что Сан-Марино был врагом Османской империи, так турецкого студента, который хотел изучать сельское хозяйство в Сан-Марино в 1935 году, не пустили в страну на том основании, что два государства все еще находились в состоянии войны, поскольку они не заключили мирный договор. Таким образом, между странами существовало состояние войны, без его официального объявления. В ходе войны 14 сан-маринских солдата попали в плен, и поступила информация, что некоторые из этих пленных находятся в Стамбуле. В 1916 году Сан-Марино обратился к США за посредничеством, и благодаря американскому вмешательству пленные вернулись домой, также оказалось, что четыре пленных действительно находилось в Турции. Республика после войны заключила мирные договоры с Германией, Австрией, Венгрией и Болгарией. Таким образом, Турция осталась единственной страной, с которой не был подписан мирный договор. Кристофоро Бусканини, директор Государственного архива Сан-Марино, утверждал, что «ни Турция, ни Сан-Марино не знают, что две страны все еще находятся в состоянии войны». 
В начале 20-тых годов в Италии и Сан-Марино пришли к власти фашистские правительства. В конце 1920-х и 1930-х годах Турция рассматривала фашистскую Италию как главного потенциального агрессора. Поскольку турецкое правительство осознавало, что правительство Сан-Марино следует внешней политике Италии, Турция удерживалась от установление дружественных отношений с Сан-Марино из-за территориальных претензий Муссолини к Турции и создания итальянской военно-морской базы на Леросе, архипелаге Додеканес. Двусторонние отношения значительно улучшились, когда Сан-Марино объявило нейтралитет после капитуляции Италии. 
На данный момент, по мнению турецкого Министерства иностранных дел, «хотя между странами нет явных проблем, уровень отношений нельзя назвать удовлетворительным». Турецкое генеральное консульство в Милане было аккредитовано в Сан-Марино до 2005 года. После того как 11 июля 2005 года страны подписали соглашение об укреплении консульских и дипломатических отношений между Республикой Сан-Марино и Турецкой Республикой, турецкое посольство в Риме аккредитовалось в Сан-Марино. 8 июля 2020 года турецкое правительство пожертвовало более 8 тысяч медицинских масок Сан-Марино. 

## Спорт
Одним из важнейших вопросов в отношениях Турции и Сан-Марино является спорт и, в частности, футбол. Сборные Турции и Сан-Марино по футболу впервые сыграли против друг друга в 1992 году. Матч стал очень важным для Сан-Марино, поскольку он забил свой первый гол против сборной Турции, кроме того матч был важен и для Турции, став одной из самых ярких побед. В 1993 году они сыграли вничью. Позже они снова встретились в 1996 году, где Сан-Марино проиграл.

## Торговые отношения
С 2009 года наблюдается рост двусторонней торговли между Сан-Марино и Турцией. Объем торговли между двумя странами, составлявший в 2009 году 967 тысяч долларов США, в 2010 году достиг 2,56 миллиона долларов США (экспорт: 1,78 миллиона долларов США, импорт: 780 тысяч долларов США). Значительную долю экспорта Турции составляют трикотажные изделия, текстиль, машины и электроприборы. Основные статьи импорта Турции из Сан-Марино представлены в виде пластиковых и резиновых материалов.

## Визовая политика
29 января 1970 года страны обменялись нотами об отмене визы.
- Гражданам Сан-Марино не требуется виза для посещения Турции до 90 дней в любое полугодие. У посетителя должен быть билет в Турцию и на обратный путь, либо необходимые документы для следующего пункта назначения. Также необходим паспорт, с остаточным сроком действия не менее 150 дней с даты прибытия. Дополнительных прививок не требуется[10].
- Гражданам Турции не требуется виза для посещения Сан-Марино до 90 дней в любое полугодие[11].

## Дипломатические представительства
- Сан-Марино представлено в Турции на консульском уровне через генеральное консульство в Стамбуле, крупнейшем турецком городе[12].
- Турция не имеет посольства в Сан-Марино, но турецкое посольство в Риме, столице Италии, аккредитовано и в Сан-Марино[13].